# Пиллингсдорф
Пиллингсдорф (нем. Pillingsdorf) — община в Германии, в земле Тюрингия. 
Входит в состав района Заале-Орла. Подчиняется управлению Триптис.  Население составляет 168 человек (на 31 декабря 2010 года). Занимает площадь 7,06 км².
Община подразделяется на 2 сельских округа.

## Демография
| Год  | Население | Изменение |
| 1995 | 137       | -         |
| 2000 | 186       | +35.8%    |
| 2005 | 174       | -6.4%     |